# Яворувка (Підляське воєводство)
Яворувка (пол. Jaworówka) — село в Польщі, у гміні Добжинево-Дуже Білостоцького повіту Підляського воєводства.
Населення — 144 особи (2011).
У 1975-1998 роках село належало до Білостоцького воєводства.

## Демографія
Демографічна структура станом на 31 березня 2011 року:
|          | Загалом | Допрацездатний вік | Працездатний вік | Постпрацездатний вік |
| -------- | ------- | ------------------ | ---------------- | -------------------- |
| Чоловіки | 74      | 12                 | 57               | 5                    |
| Жінки    | 70      | 16                 | 40               | 14                   |
| Разом    | 144     | 28                 | 97               | 19                   |